# Estavayer
Estavayer (toponimo francese) è un comune svizzero di 9 494 abitanti del Canton Friburgo, nel distretto della Broye del quale è il capoluogo.

## Geografia fisica
Estavayer si affaccia sul Lago di Neuchâtel e appartiene alla zona friburghese della Broye.

## Storia
Il comune di Estavayer è stato istituito il 1º gennaio 2017 con la fusione dei comuni soppressi di Bussy, Estavayer-le-Lac, Morens, Murist, Rueyres-les-Prés, Vernay e Vuissens; capoluogo comunale è Estavayer-le-Lac.

## Geografia antropica

### Frazioni
Le frazioni di Estavayer sono:
- Bussy[3]
- Estavayer-le-Lac[4]
  - Font[5]
- Morens[6]
- Murist[7]
  - Franex[8]
  - La Vounaise[9]
  - Montborget[10]
- Rueyres-les-Prés[11]
- Vernay[12]
  - Autavaux[13]
  - Forel[14]
    - Les Planches

  - Montbrelloz[15]
- Vuissens[16]

## Infrastrutture e trasporti
Estavayer è servito dalla stazione di Estavayer-le-Lac sulla ferrovia Friburgo-Yverdon; sul suo territorio, presso Rueyres-les-Prés, sorge l'aerodromo militare di Payerne.